# José Antonio Aponte
José Antonio Aponte, död 9 april 1812 i Havanna, var en kubansk politisk aktivist och militärofficer från Yorubafolket som organiserade ett av de mest framstående slavupproren på Kuba.
Aponte var en fri svart snickare i Havanna. Han är känd för att under 1811-1812 ha lett ett uppror mot den kubanska regeringen för att störta slaveriet på Kuba. Rörelsen slog till på flera sockerplantager i utkanten av Havanna, men den krossades av regeringen.
Aponte skapade en bok med teckningar som påstås ha visat planerna för upproret.
Han hängdes och halshöggs den 9 april 1812.